# Dayton (Kentucky)
Dayton é uma cidade localizada no estado americano de Kentucky, no Condado de Campbell.

## Demografia
Segundo o censo americano de 2000, a sua população era de 5966 habitantes.
Em 2006, foi estimada uma população de 5508, um decréscimo de 458 (-7.7%).

## Geografia
De acordo com o United States Census Bureau tem uma área de
4,3 km², dos quais 3,4 km² cobertos por terra e 0,9 km² cobertos por água.

## Localidades na vizinhança
O diagrama seguinte representa as localidades num raio de 4 km ao redor de Dayton.